# تسوایفلینگن
تسوایفلینگن (به آلمانی: Zweiflingen) یک شهر در آلمان است که در هوهنلوهه واقع شده‌است. تسوایفلینگن ۱٬۷۳۱ نفر جمعیت دارد.